# ورست
ورست (به روسی: верста) و (به لاتین: verst) یک یکای منسوخ‌شده روسی برای طول است. 

ورست در سده ۱۷ میلادی برابر یا ۱٫۴۹ کیلومتر بود که در زمان پتر اول به ۱ و ۱/۱۵ یا ۱٫۰۶۶۷ کیلومتر (۰٫۶۶۲۸ مایل؛ ۳٬۵۰۰ فوت) تغییر یافت.  .
در فنلاند, ورستا ۱٬۰۶۸٫۸۴ متر بر پایه استاندارد سوئدی بود ولی ورست روسی پس از الحاق فنلاند به روسیه در سال ۱۸۰۹ امپراتوری روسیه جایگزین آن شد.